# The Terror State
The Terror State è il quinto album della band punk rock/hardcore punk Anti-Flag, pubblicato nell'ottobre 2003 con l'etichetta autonoma Fat Wreck Chords.

## Tracce
1. Turncoat – 2:10
2. Rank-N-File – 3:46
3. Post-War Breakout (Woody Guthrie) – 3:11
4. Sold as Freedom – 2:16
5. Power to the Peaceful – 2:57
6. Mind the GATT – 3:14
7. You Can Kill the Protester, But You Can't Kill the Protest – 2:33
8. When You Don't Control Your Government People Want to Kill You – 2:47
9. Wake Up! – 2:35
10. Tearing Down the Borders – 3:07
11. Death of a Nation – 1:55
12. Operation Iraqi Liberation (O.I.L.) – 2:21
13. One People, One Struggle – 3:00
14. Fuck the Flag – 0:52

## Formazione
- Justin Sane – chitarra, voce
- Chris Head – voce, chitarra
- Chris #2 – basso, voce
- Pat Thetic – batteria